# Willi Köchling
Willi Köchling (Coblenza, 30 ottobre 1924 – 29 gennaio 2009) è stato un calciatore tedesco, di ruolo difensore o attaccante.

## Palmarès

### Club

#### Competizioni nazionali
- Campionato tedesco: 1

Rot-Weiss Essen: 1954-1955
- Coppa di Germania: 1

Rot-Weiss Essen: 1952-1953